# 히피는 집시였다
히피는 집시였다는 2016년 EP 앨범 [섬]으로 데뷔한 대한민국의 음악 그룹이다.

## 방송
- 사인히어 (2019) - Top20(18위)

## 수상
- 제15회 한국 대중음악상 최우수 알앤비&소울 음반상 (2018)
- 제2회 한국 힙합 어워즈 올해의 알앤비 앨범부문 (2018)